# سیاست‌های کلی جمعیت
«سیاست‌های کلی جمعیت» در ایران جزو سیاست‌های کلی نظام است که در مجمع تشخیص مصلحت نظام موضوع آن مورد بحث و بررسی قرار می‌گیرد و متن پیش‌نویس آن به رهبر جمهوری اسلامی ایران ارائه و پس از امضای وی ابلاغ می‌شود.
سیاست‌های کلی جمعیت جزو اسناد بالا دستی ایران است که در واقع سیاست افزایش جمعیت را جایگزین سیاست تحدید جمعیت می‌کند.
این سیاست‌ها به موضوعاتی همچون «ضرورت افزایش جمعیت و ابعاد مختلف جمعیت از جمله فرزندآوری، تسهیل ازدواج و تحکیم خانواده، بهداشت باروری، ترویج سبک زندگی ایرانی - اسلامی، توانمند سازی جوانان، تکریم سالمندان، تقویت مولفه های هویت بخش ملی، محیط زیست، آمایش سرزمین و رصد تحولات جمعیتی» می‌پردازد.

## پیش‌زمینه
با توقف سیاست کنترل جمعیت حکومت پهلوی پس از انقلاب ۵۷، ایران انفجار جمعیت را در دهه شصت شمسی تجربه کردو در دهه هفتاد در ایران سیاست کنترل جمعیت با شعار «دو بچه کافیست» و «فرزند کمتر، زندگی بهتر» باعث شد تا سرعت رشد جمعیت کنترل شود. اما در اواخر دهه هشتاد و اوایل دهه نود برخی خطر پیری جمعیت ایران را اعلام کردند از جمله این که رهبر ایران در این خصوص ابراز کرد که سیاست کنترل جمعیت اگر چه در زمان خودش درست بود اما اواسط دهه هفتاد باید متوقف می‌شد و ادامه آن کار اشتباهی بود. از سوی سازمان بهداشت جهانی با توجه به موفقیت ایران در کنترل افزایش جمعیت، به وزیر بهداشت وقت (دولت هاشمی رفسنجانی)، علیرضا مرندی جایزه داده شد و به گفته برخی رسانه‌های منتقد حکومت جمهوری اسلامی ایران، اجرای سیاست کنترل جمعیت در ایران جزو محدود سیاست‌هایی بود که با موفقیت انجام شد.
محمود احمدی‌نژاد در زمان دولت خود به اجرای سیاست‌های کنترل جمعیت انتقاد می‌کرد و هشدار داد که با ادامه اجرای این سیاست تا چهل سال دیگر نامی از ملت ایران باقی نخواهد ماند که در آن زمان به سخنان احمدی‌نژاد انتقاد می‌شد که سخنان وی بر خلاف سیاست‌های کلی نظام است تا اینکه چند سال بعد رهبر جمهوری اسلامی نیز هشدار خطر پیری جمعیت در آینده را به مردم و مسئولین یادآور شد و در نهایت به سیاست‌های کلی جمعیت منجر شد.

## مفاد سیاست‌ها
سیاست‌های کلی جمعیت به موضوعات مختلفی همچون: تأکید بر رفع موانع ازدواج و کاهش سن ازدواج و حمایت از زوج‌های جوان، در نظر گرفتن تسهیلات ویژه برای مادران در دوران بارداری و شیردهی، پوشش هزینه‌های زایمان و درمان ناباروری و نازایی، «نهادینه سازی سبک زندگی اسلامی-ایرانی و مقابله با ابعاد نامطلوب سبک زندگی غربی»، توانمند سازی جمعیت، بازتوزیع جمعیت بر اساس ظرفیت زیستی به منظور کاهش فشار جمعیتی و توزیع متعادل جمعیت، حفظ و جذب جمعیت در روستاها و مناطق مرزی و ایجاد مراکز جمعیتی جدید به‌ویژه در جزایر و سواحل جنوب ایران از طریق توسعه زیربنایی و سرمایه گذاری، تشویق ایرانیان خارج از کشور برای حضور و سرمایه گذاری در داخل و بهره‌مندی از توانایی آنان پرداخته شده است.

## اجرای سیاست‌ها
سیاست‌های کلی جمعیت در سی‌ام اردیبهشت ۱۳۹۳ از سوی دفتر رهبر جمهوری اسلامی به قوای سه‌گانه و مجمع تشخیص مصلحت نظام ابلاغ شد و به دنبال آن  نیز از سوی دولت به وزرای آموزش و پرورش، کشور، تعاون، کار و رفاه اجتماعی و بهداشت، درمان و آموزش پزشکی و فرهنگ و ارشاد اسلامی و همچنین به معاون برنامه ریزی و نظارت راهبردی رییس جمهور و معاون اجرایی رییس جمهور ابلاغ شد.با گذشت حدود شش سال از ابلاغ این سیاست‌ها قانونی مرتبط با آن تصویب نشده‌است.
علی‌رغم در دستور بودن طرح «جمعیت و تعالی خانواده» (مرتبط با سیاست‌های کلی جمعیت) از مجلس هشتم تا یازدهم این طرح همواره از سوی نمایندگان رد می‌شد که از جمله دلایل آن، بار مالی این طرح بود. سرانجام در مهرماه ۹۹ این طرح به صورت مشروط در صحن علنی مجلس به تصویب رسید.

## واکنش‌ها
اسحاق جهانگیری، در جلسه سیاست‌های کلی جمعیت ضمن توصیف موضوع جمعیت به عنوان یکی از مهم‌ترین مولفه‌های اقتدار ملی در دنیا، از سازمان برنامه و بودجه خواست تا در برنامه هفتم توسعه برای سیاست‌های کلی جمعیت اهمیت ویژه‌ای در نظر گرفته شود. وی همچنین به پیچیدگی و چند بعدی بودن سیاست‌گذاری برای جمعیت اشاره کرد که به عنوان نمونه افزایش سن ازدواج تنها به مسائل اقتصادی بر نمی‌گردد چرا که در خانواده‌های مرفه و ثروتمند نیز این افزایش سن وجود دارد که بیانگر این نکته هست که ابعاد اجتماعی و فرهنگی موضوع هم باید بررسی شود. 